# サイモン・ダガン
サイモン・ダガン（Simon Duggan、1959年5月13日 - ）は、オーストラリアの撮影監督である。ニュージーランドのウェリントン出身。『華麗なるギャツビー』、『ハクソー・リッジ』などを手がけている。

## フィルモグラフィー

### 長編映画
- The Interview （1998年）
- チェイス Risk （2001年）
- ガレージ・デイズ Garage Days （2002年）
- アイ,ロボット I, Robot （2004年）
- アンダーワールド: エボリューション Underworld: Evolution （2006年）
- ダイ・ハード4.0 Live Free or Die Hard （2007年）
- ハムナプトラ3 呪われた皇帝の秘宝 The Mummy: Tomb of the Dragon Emperor （2008年）
- 氷の素肌 ネイキッド・シンドローム Restraint （2008年）
- ノウイング Knowing （2009年）
- キラー・エリート Killer Elite （2011年）
- 華麗なるギャツビー The Great Gatsby （2013年）
- 300 〈スリーハンドレッド〉 〜帝国の進撃〜 300: Rise of an Empire （2014年）
- ウォークラフト Warcraft （2016年）
- ハクソー・リッジ Hacksaw Ridge （2016年）
- ロマンティックじゃない? Isn't It Romantic? (2019年)
- マッドマックス:フュリオサ Furiosa (2024年)
- ザ・エクソシズム The Exocism (2024年)

## 受賞
- 2014年 - 第3回オーストラリア映画テレビ芸術アカデミー賞 撮影賞（『華麗なるギャツビー』）[6]
- 2016年 - 第6回オーストラリア映画テレビ芸術アカデミー賞 撮影賞（『ハクソー・リッジ』）[7]